# Губавце
Губавце (серб. Губавце) — населённый пункт в общине Медведжя Ябланичского округа Республики Сербии.

## Население
Согласно переписи населения 2002 года, в селе проживало 36 человек (29 сербов, 3 черногорца, 4 лица неизвестной национальности).
| Численность населения | Численность населения | Численность населения | Численность населения | Численность населения | Численность населения | Численность населения | Численность населения |
| 1948                  | 1953                  | 1961                  | 1971                  | 1981                  | 1991                  | 2002                  | 2011                  |
| --------------------- | --------------------- | --------------------- | --------------------- | --------------------- | --------------------- | --------------------- | --------------------- |
| 168                   | 180                   | 172                   | 134                   | 95                    | 43                    | 36                    | 21                    |

## Религия
Согласно церковно-административному делению Сербской православной церкви, село относится к Сияриньскобаньскому приходу Ябланичского архиерейского наместничества Нишской епархии.

## Достопримечательности
- «Двор Миодрага Шакича» — некрополь позднего бронзового века[4].